# Burututu
Burututu (Cochlospermum angolense) é uma planta medicinal da família Bixaceae. Das suas raízes faz-se chá, que se diz ter características desintoxicantes.

## Indicações de uso
O burututu é usado em casos de doenças hepáticas, como doenças do fígado e vesícula, hepatites e icterícias, doenças de estômago, baço e todo o aparelho urinário. É um desintoxicante purificador de todo o organismo diurético. 

## Modo de uso
Quando em xarope conforme na imagem acima, toma-se uma colher antes das refeições (pequeno almoço, almoço e jantar), diluída em meio copo de água. 